# Championnat de France masculin de handball de Nationale 1 2012-2013
Navigation
Nationale 1 2011-2012 Nationale 1 2013-2014
La saison 2012-2013 du Championnat de France masculin de handball de Nationale 1 est la 58e édition de la compétition, au 3e échelon national.
Le championnat est remporté par le Villeurbanne Handball Association, vainqueur en finale des Girondins de Bordeaux HBC. Toutefois, Villeurbanne n'est finalement pas autorisé à participer à la Division 2 et donc seul Bordeaux est promu.

## Formule de la compétition
La Nationale 1 regroupe 28 clubs répartis en deux poules de 14 clubs, selon la situation géographique et les classements obtenus précédemment. Dans chacune des deux poules, les clubs se rencontrent en matches aller et retour. Au terme de la saison, les deux clubs classés premiers dans chacune des poules sont promus en Division 2 et se disputent le titre de champion de France de Nationale 1 en matches aller et retour.
Les clubs classés onzièmes, douzièmes, treizièmes et quatorzièmes (soit les 4 derniers de chaque poule) sont relégués en Nationale 2.

## Compétition

### Légende
|     | Promu en Division 2                      |
|     | Relégué en Nationale 2                   |
| (P) | Promu de Nationale 2 en début de saison  |
| (R) | Relégué de Division 2 en début de saison |

### Poule 1
|    | Équipe                     | Pts | J  | G  | N | P  | Bp  | Bc  | Diff |
| -- | -------------------------- | --- | -- | -- | - | -- | --- | --- | ---- |
| 1  | Girondins de Bordeaux HBC  | 72  | 26 | 23 | 0 | 3  | 763 | 648 | 115  |
| 2  | USM Saran                  | 65  | 26 | 18 | 3 | 5  | 731 | 662 | 69   |
| 3  | US Saintes HB (P)          | 64  | 26 | 18 | 2 | 6  | 784 | 709 | 75   |
| 4  | Pau Nousty Sports          | 59  | 26 | 16 | 1 | 9  | 710 | 679 | 31   |
| 5  | Caen Handball (P)          | 55  | 26 | 13 | 3 | 10 | 712 | 660 | 52   |
| 6  | JS Cherbourg               | 55  | 26 | 13 | 3 | 10 | 713 | 678 | 35   |
| 7  | Limoges Hand 87            | 53  | 26 | 12 | 3 | 11 | 732 | 732 | 0    |
| 8  | Asnières Handball Club (P) | 51  | 26 | 12 | 1 | 13 | 674 | 704 | -30  |
| 9  | Handball Club Libourne     | 50  | 26 | 11 | 2 | 13 | 683 | 723 | -40  |
| 10 | Lanester Handball          | 45  | 26 | 9  | 1 | 16 | 652 | 682 | -30  |
| 11 | HBC Gien Loiret            | 43  | 26 | 7  | 3 | 16 | 715 | 754 | -39  |
| 12 | AS St-Ouen L'Aumône (P)    | 43  | 26 | 7  | 3 | 16 | 677 | 747 | -70  |
| 13 | Hazebrouck HB 71           | 42  | 26 | 7  | 2 | 17 | 708 | 776 | -68  |
| 14 | ASB Rezé (P)               | 31  | 26 | 2  | 1 | 23 | 674 | 774 | -100 |

### Poule 2
|    | Équipe                               | Pts | J  | G  | N | P  | Bp  | Bc  | Diff |
| -- | ------------------------------------ | --- | -- | -- | - | -- | --- | --- | ---- |
| 1  | Villeurbanne Handball Association    | 67  | 26 | 20 | 1 | 5  | 747 | 617 | 130  |
| 2  | Belfort Montbéliard Handball         | 66  | 26 | 19 | 2 | 5  | 707 | 610 | 97   |
| 3  | ES Nanterre Handball 92 (R)          | 63  | 26 | 17 | 3 | 6  | 785 | 703 | 82   |
| 4  | Cavigal Nice Sports                  | 61  | 26 | 16 | 3 | 7  | 704 | 661 | 43   |
| 5  | Chambéry Savoie Handball rés.        | 57  | 26 | 15 | 1 | 10 | 838 | 804 | 34   |
| 6  | Sélestat Alsace handball rés. (P)    | 54  | 26 | 13 | 2 | 11 | 753 | 769 | -16  |
| 7  | GFCO Ajaccio (P)                     | 53  | 26 | 13 | 1 | 12 | 775 | 770 | 5    |
| 8  | Grenoble SMHGUC (P)                  | 49  | 26 | 10 | 3 | 13 | 678 | 732 | -54  |
| 9  | Entente Strasbourg Schiltigheim      | 47  | 26 | 10 | 1 | 15 | 722 | 722 | 0    |
| 10 | Montpellier AHB rés.                 | 46  | 26 | 9  | 2 | 15 | 710 | 746 | -36  |
| 11 | Cernay Wattwiller Handball           | 44  | 26 | 8  | 2 | 16 | 669 | 729 | -60  |
| 12 | Étoile sportive de Villeneuve-Loubet | 44  | 26 | 6  | 6 | 14 | 644 | 686 | -42  |
| 13 | US Montélimar-Cruas HB (P)           | 43  | 26 | 8  | 1 | 17 | 737 | 775 | -38  |
| 14 | AMSL Fréjus                          | 34  | 26 | 4  | 0 | 22 | 655 | 800 | -145 |

### Finale
La finale s'est disputée les 2 et 10 juin 2013 :
| Équipe 1                          | Score   | Équipe 2                  | Aller   | Retour  |
| --------------------------------- | ------- | ------------------------- | ------- | ------- |
| Villeurbanne Handball Association | 57 – 53 | Girondins de Bordeaux HBC | 28 – 27 | 29 – 26 |

Le Villeurbanne Handball Association est champion de France.